# Камери, Дийон
Дийон Камери (нем. Dijon Kameri; родился 20 апреля 2004, Зальцбург, Австрия) — австрийский футболист, атакующий полузащитник польского клуба «Краковия».

## Клубная карьера
Воспитанник клуба «Ред Булл Зальцбург». В сезоне 2021/22 выступал за фарм-клуб «Лиферинг». За «Зальцбург» дебютировал 20 августа 2022 года в австрийской Бундеслиге в матче против «Аустрии» из города Клагенфурт.

## Карьера в сборной
Выступал за все сборные Австрии от 15 до 18 лет.